# Fonoautógrafo

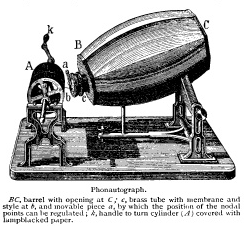
O "fonoautógrafo" de Scott de Martinville

O fonoautógrafo é um sistema de gravação sonora inventado em 1857 por Édouard-Léon Scott de Martinville. O fonoautógrafo foi o primeiro aparato capaz de registrar sons em cilindros de papel, madeira ou vidro com uma capa de fuligem, sem, no entanto, dispor da capacidade de reproduzi-los. O princípio de gravação do fonoautógrafo de Léon Scott era semelhante ao fonógrafo de Thomas Edison.
Em 2008 uma equipe de historiadores e técnicos norte-americanos conseguiu extrair o som de uma gravação de 1860 da canção folclórica francesa Au clair de la lune, encontrada no mesmo ano num arquivo em Paris. A canção é considerada assim a gravação mais antiga do mundo.

## Construção

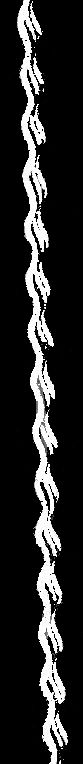
Detalhe de um fonautograma feito em 1859

O fonautógrafo foi patenteado em 25 de março de 1857 pelo francês Édouard-Léon Scott de Martinville, editor e tipógrafo de manuscritos em uma editora científica em Paris. Um dia, enquanto editava Traité de Physiologie, do professor Longet, ele se deparou com a ilustração gravada da anatomia do ouvido humano e concebeu "a ideia imprudente de fotografar a palavra". Em 1853 ou 1854 (Scott citou os dois anos) ele começou a trabalhar em "le problème de la parole s'écrivant elle-même" ("o problema da própria escrita da fala"), com o objetivo de construir um dispositivo que pudesse replicar a função do ouvido humano. 
Scott revestiu uma placa de vidro com uma fina camada de lampblack. Ele então pegou um trompete acústico e, em sua extremidade cônica, afixou uma fina membrana que servia como análogo ao tímpano. No centro dessa membrana, ele prendeu uma cerda rígida de javali de aproximadamente um centímetro de comprimento, colocada de modo que apenas pastasse o lampião. Como a placa de vidro era deslizada horizontalmente em um sulco bem formado a uma velocidade de um metro por segundo, uma pessoa falava no trompete, fazendo com que a membrana vibrasse e a caneta traçasse figuras que estavam riscadas no lampião. Em 25 de março de 1857, Scott recebeu a patente francesa #17,897/31,470 para seu dispositivo, que ele chamou de fonautógrafo. O mais antigo som inteligível gravado conhecido de uma voz humana foi realizado em 9 de abril de 1860, quando Scott gravou alguém cantando a música "Au Clair de la Lune" ("Pela Luz da Lua") no dispositivo. No entanto, o dispositivo não foi projetado para reproduzir sons, como Scott pretendia que as pessoas lessem de volta os traçados, que ele chamou de fonautogramas. Esta não foi a primeira vez que alguém usou um dispositivo para criar traçados diretos das vibrações de objetos produtores de som, já que diapasões foram usados dessa forma pelo físico inglês Thomas Young em 1807. No final de 1857, com o apoio da Société d'encouragement pour l'industrie nationale, o fonautógrafo de Scott estava gravando sons com precisão suficiente para ser adotado pela comunidade científica, abrindo caminho para a nascente ciência da acústica.
O verdadeiro significado do dispositivo na história do som gravado não foi totalmente percebido antes de março de 2008, quando foi descoberto e ressuscitado em um escritório de patentes de Paris pela First Sounds, uma colaboração informal de historiadores de áudio americanos, engenheiros de gravação e arquivistas de som fundada para disponibilizar as primeiras gravações de som ao público. Os fonautogramas foram então convertidos digitalmente por cientistas do Laboratório Nacional Lawrence Berkeley, na Califórnia, que conseguiram reproduzir os sons gravados, algo que Scott nunca havia concebido. Antes deste ponto, o registro mais antigo conhecido de uma voz humana foi pensado para ser uma gravação fonográfica de 1877 por Thomas Edison. O fonautógrafo desempenharia um papel no desenvolvimento do gramofone, cujo inventor, Emile Berliner, trabalhou com o fonautógrafo no curso do desenvolvimento de seu próprio dispositivo.

## Reprodução
Em meados de abril de 1877, Charles Cros percebeu que uma gravação fonautógrafa poderia ser convertida de volta em som por fotogravura do traçado em uma superfície de metal para criar um groove jogável, em seguida, usando uma caneta e diafragma semelhantes aos do fonautógrafo para reverter o processo de gravação e recriar o som. Antes que ele pudesse colocar suas ideias em prática, o anúncio do fonógrafo de Thomas Edison, que gravava as ondas sonoras recuando-as em uma folha de folha de flandres a partir da qual elas poderiam ser reproduzidas imediatamente, relegou temporariamente o método menos direto de Cros à obscuridade.
Dez anos depois, os primeiros experimentos de Emile Berliner, o criador do disco Gramophone, empregaram uma máquina de gravação que era, em essência, uma forma de disco do fonautógrafo. Ele traçou uma linha espiral clara modulada por som através de um fino revestimento preto em um disco de vidro. O método de fotogravura proposto pela primeira vez por Cros foi então usado para produzir um disco de metal com um sulco jogável. Indiscutivelmente, esses experimentos de cerca de 1887 por Berliner foram as primeiras reproduções conhecidas de som de gravações fonautógrafas.
No entanto, até onde se sabe, nenhuma tentativa foi feita para usar este método para tocar qualquer um dos primeiros fonautogramas sobreviventes feitos por Scott de Martinville. Possivelmente, isso ocorreu porque as poucas imagens deles geralmente disponíveis em livros e periódicos eram de pequenas explosões de som pouco promissoras, de áreas fragmentárias de gravações mais longas, ou simplesmente muito grosseiras e indistintas para encorajar tal experimento.
Quase 150 anos depois de terem sido gravados, espécimes promissores dos fonautogramas de Scott de Martinville, armazenados entre seus artigos no escritório de patentes da França e na Académie des Sciences, foram localizados por historiadores de áudio americanos. Imagens de alta qualidade foram obtidas. Em 2008, a equipe reproduziu as gravações como som pela primeira vez. Métodos modernos de processamento de imagens baseados em computador foram usados para realizar a reprodução. Os primeiros resultados foram obtidos utilizando-se um sistema especializado desenvolvido para reproduzir opticamente gravações em mídias mais convencionais que eram muito frágeis ou danificadas para serem reproduzidas pelos meios tradicionais. Mais tarde, softwares de edição de imagem e conversão de imagem para som geralmente disponíveis, exigindo apenas uma varredura de alta qualidade do fonautograma e um computador pessoal comum, foram considerados suficientes para esta aplicação.
Para o lançamento de "Au Clair de la Lune" pela First Sounds, em março de 2008, seus engenheiros escreveram um software para melhorar a estabilidade do som. Ele fez o mesmo com uma gravação de 17 de maio de 1860 de "Gamme de la Voix", que a First Sounds apresentou na convenção da Audie Engineering Society no final de 2008.